# Eranina meyeri
Eranina meyeri là một loài bọ cánh cứng trong họ Cerambycidae.